# Абдель Муним ар-Рифаи
Абдель Муним ар-Рифаи (23 февраля 1917, Тир, Ливан — 17 октября 1985, Амман; араб. عبد المنعم الرفاعي‎) — дипломат и политик ливанского происхождения.

## Биография
Абдель Муним ар-Рифаи родился 23 февраля 1917 года в городе Тир, Ливан. Он был младшим братом Самира Рифаи и дядей Зайда ар-Рифаи. Он был первым послом Иордании при штаб-квартире ООН в Нью-Йорке в 1956 годуи был постоянным представителем Иордании в ООН. Он также был иорданским министром иностранных дел с 1968 по 1969 и 1969 по 1970 год и премьер министром Иордании в 1969 году, и в 1970.
Одновременно он был один из самых выдающихся поэтов Иордании и написал текст Иорданского национального гимна.